# Dromó (filòsof)
Dromó (en llatí Dromon, en grec antic Δρομῶν) fou un esclau del filòsof peripatètic Estrató de Làmpsac, que el va manumetre per la seva pròpia voluntat. Diògenes Laerci en parla i diu que va ser també un filòsof peripatètic. Fabricius l'inclou a la Bibliotheca Graeca.